# Communauté de communes de la Vôge vers les Rives de la Moselle
La Communauté de communes de la Vôge vers les Rives de la Moselle (C2VRM) est une ancienne communauté de communes française, située dans le département des Vosges en région Grand Est.
Elle tient son nom de la contrée naturelle de la Vôge et de la rivière la Moselle.

## Histoire
Le 1er janvier 2006, la « communauté de communes Les Deux Rives de la Moselle » est créée, par arrêté préfectoral du 6 décembre 2005.
Le 22 décembre 2008, les trois communes d'Hadol, Uriménil et Xertigny intègrent la structure intercommunale.
La communauté de communes change de dénomination et devient la « communauté de communes de la Vôge vers les Rives de la Moselle », par arrêté préfectoral du 22 décembre 2008.
Le 1er janvier 2010, la commune de Bellefontaine adhère à la communauté de communes, portant celle-ci à 11 communes.
Elle est dissoute le 31 décembre 2016 pour être intégrée dans la communauté d'agglomération d'Épinal.

## Composition
Elle était composée des 11 communes suivantes :
| Nom            | Code Insee | Gentilé       | Superficie (km2) | Population (dernière pop. légale) | Densité (hab./km2) |
| -------------- | ---------- | ------------- | ---------------- | --------------------------------- | ------------------ |
| Arches (siège) | 88011      | Archéens      | 17,50            | 1 644 (2014)                      | 94                 |
| Archettes      | 88012      | Archettois    | 13,93            | 1 112 (2014)                      | 80                 |
| Bellefontaine  | 88048      | Bellifontains | 39,11            | 1 009 (2014)                      | 26                 |
| Dinozé         | 88134      |               | 2,89             | 595 (2014)                        | 206                |
| Hadol          | 88225      | Hadolais      | 49,05            | 2 381 (2014)                      | 49                 |
| Jarménil       | 88250      |               | 5,10             | 447 (2014)                        | 88                 |
| La Baffe       | 88028      | Argentois     | 9,01             | 661 (2014)                        | 73                 |
| Pouxeux        | 88358      | Pexéens       | 14,36            | 1 999 (2014)                      | 139                |
| Raon-aux-Bois  | 88371      | Raonnais      | 24,05            | 1 260 (2014)                      | 52                 |
| Uriménil       | 88481      | Uriménilois   | 15,62            | 1 357 (2014)                      | 87                 |
| Xertigny       | 88530      | Xertinois     | 50,25            | 2 650 (2014)                      | 53                 |

## Administration
| Période                                  | Période          | Identité        | Étiquette | Qualité                        |
| ---------------------------------------- | ---------------- | --------------- | --------- | ------------------------------ |
| Les données manquantes sont à compléter. |                  |                 |           |                                |
|                                          | 31 décembre 2016 | Philippe Eymard |           | Conseiller municipal de Dinozé |